# Abarloar

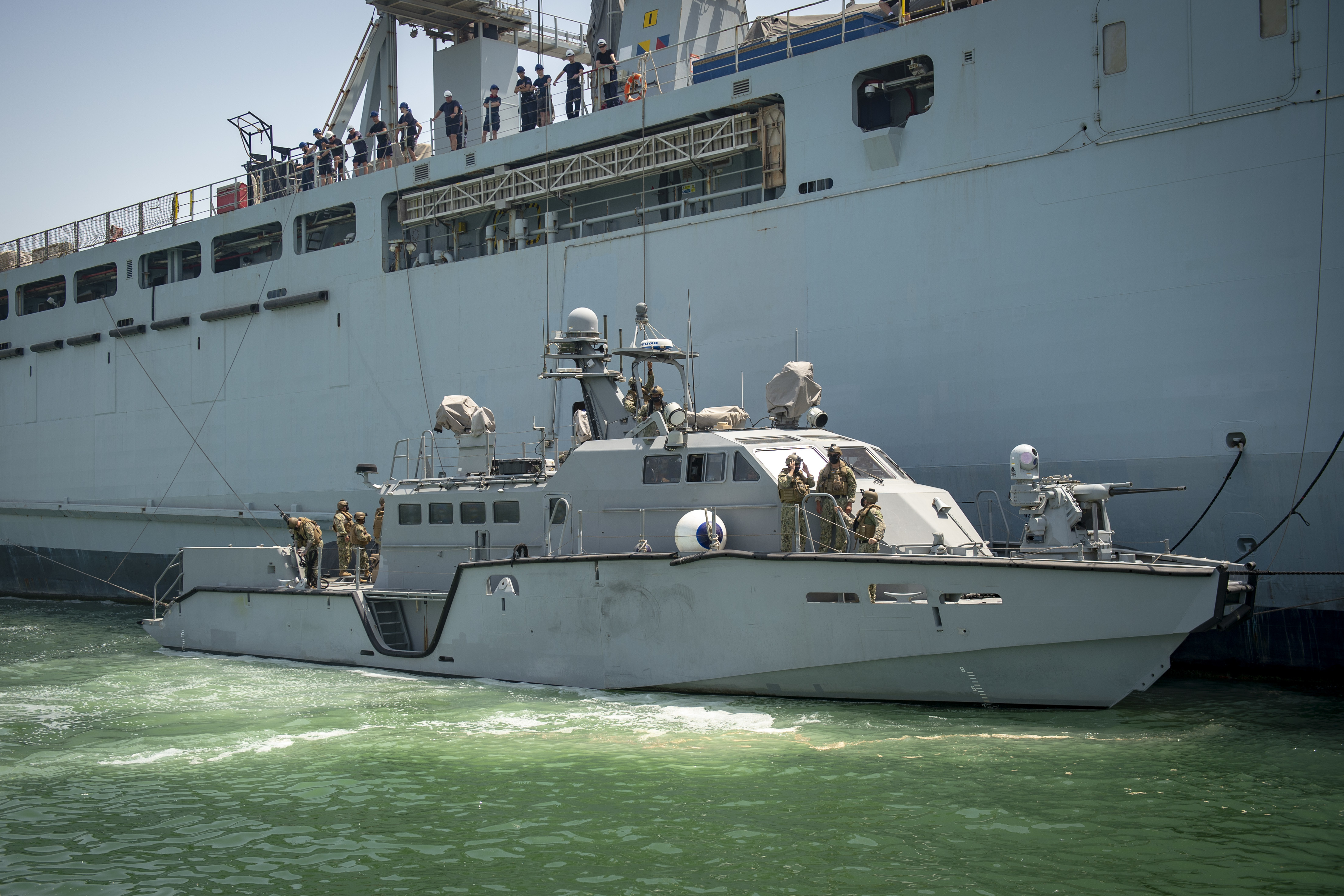

En nàutica, abarloar és la maniobra de situar una embarcació paral·lela a una altra embarcació o al moll. Dos vaixells abarloats estan molt propers, amb les bandes a tocar, només separats per les defenses. L’acció d’abarloar s'anomena abarloament.

## En aigües obertes

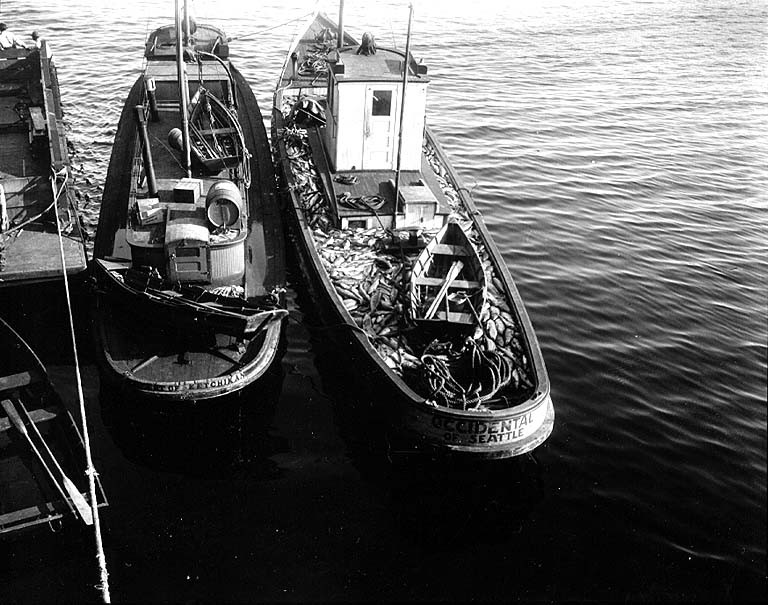

Quan hi ha ones la maniobra presenta una certa dificultat. Un exemple típic és l'embarcament i desembarcament de pràctics des de la seva barca a un vaixell més gran.

## Amarrar-se una embarcació al moll
Qualsevol vaixell amarrat de costat a un moll es pot considerar abarloat, encara que no consti en alguns diccionaris.

## Amarrar-se de costat a una altra embarcació

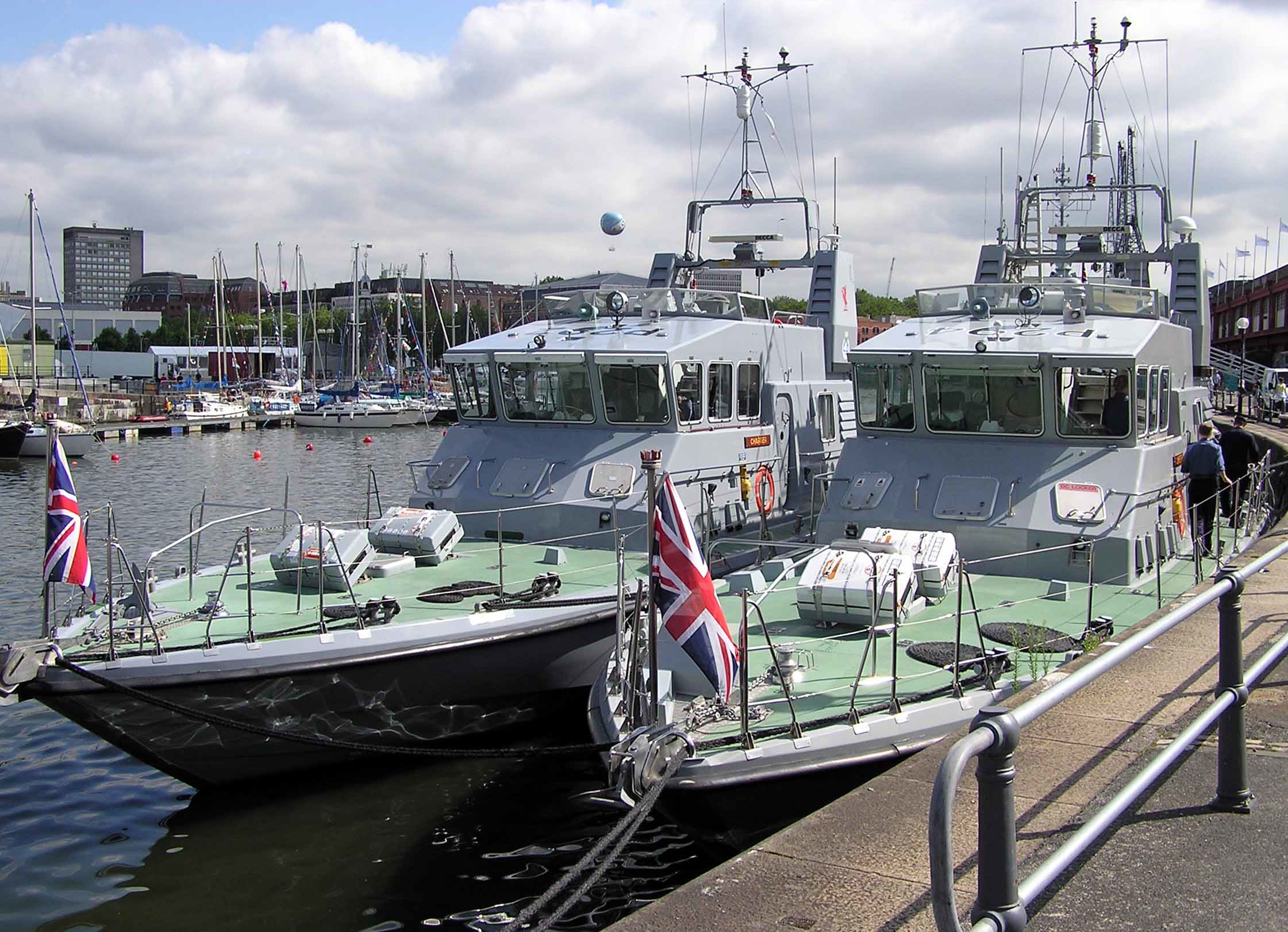

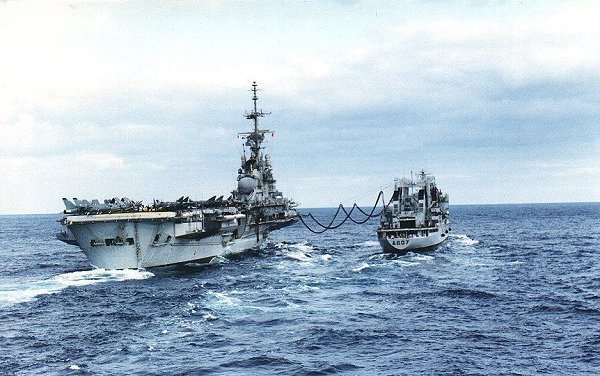
El portaavions Foch carregant combustible des del vaixell nodrissa Meuse.

En aquest cas les dues embarcacions estan abarloades. El més freqüent és que hi hagi una embarcació abarloada al moll i que una segona embarcació s'abarloï a la primera. Aquest incident pot produir-se en ports turístics amb gran afluencia o en cas d’emergència.

### Aspectes legals
Els tripulants de l'embarcació exterior al moll han de trepitjar una embarcació aliena per a desembarcar al moll i tornar-se a embarcar. Amb independència de les disposicions legals la millor política és un comportament basat en una cortesia extremada.

## Navegar en paral·lel
La denominació en anglès per a designar dos vaixells que naveguen de costat, a una distància propera (però significativa), és la mateixa que l'emprada en casos anteriors (“haul alongside”). Però que designa una maniobra completament diferent. És típic que dos vaixells naveguin en paral·lel quan han de carregar queviures, combustible o transbordar persones.